# Шепшед Динамо
Футбольный клуб «Шепшед Динамо» (англ. Shepshed Dynamo Football Club) — английский футбольный клуб, расположенный в маленьком городке Шепшед на северо-западе Лестершира. Основан в 1879 году как «Шепшед Альбион» англ. Shepshed Albion и играл в течение большей части своей истории в Старшей лиге Лестершира. Летом 1975 года клуб сменил название на «Шепшед Чартерхаус» (англ. Shepshed Charterhouse. Клуб столкнулся с финансовыми трудностями в 1994 году и реформировался под новым именем в знак признания помощи со стороны клуба «Лафборо Динамо» (Лафборо, Лестершир). В настоящее время они играют в Премьер-дивизионе Мидландской лиги на девятом уровне системы футбольных лиг Англии.

## История
Футбол появился в Шепшеде в конце 1870-х годов, клуб известен из записи о насильственном столкновении между клубами Albion club и Loughborough Corinthians в 1899 году, но только в 1907 году клуб присоединился к Старшей лиге Лестершира. «Альбион» быстро добился успеха, выиграв Лигу в 1911 году и снова в 1921 году. Они оставались в Старшей лиге Лестершира в течение следующих 60 лет.
Летом 1975 года клуб получил значительную финансовую поддержку от Charterhouse Holdings plc и сменил название на «Шепшед Чартерхаус». Под новым названием клуб выиграл второй дивизион Старшей лиги Лестершира в сезоне 1977/78 годов, после чего трижды подряд побеждал в первом дивизионе (1979, 1980 и 1981), и впервые в 1981 году был допущен в Мидлендскую лигу.
«Чартерхаус» выиграл титул Мидлендской лиги с первой попытки, и когда эта лига объединилась с Йоркширской лигой, чтобы сформировать Восточную лигу Северных графств в 1982 году, они сразу оказались в Премьер-дивизионе новой лиги. Выиграли свой шестой подряд титул лиги, клуб заработал продвижение в Мидлендский дивизион Южной футбольной лиги в сезоне 1983/84. В этом сезоне также были отмечены успехи в кубковых соревнованиях, когда «Чартерхаус» выиграл Кубок NCEL, а также смог выйти в «Первый раунд» Кубка Англии, где проиграл 5-1 в «Престон Норт-Энд» в Дипдейле 20 ноября 1982.
В сезоне 1983/84 годов «Чартерхаус» занял второе место в Мидлендском дивизионе Южной лиги и вышел в Премьер-дивизион. Наивысшего места, седьмого, клуб добился в сезоне 1985/86 годов. В 1988 году «Шепшед» был переведён в Премьер-дивизион Северной Премьер-лиги (NPL), откуда по итогам сезона 1991/92 годах выбыл в Первый дивизион NPL.
В 1993 году клуб из-за своих неудачных выступлений был переведён в Midland Football Combination. Несмотря на то, что их единственный сезон в «Комбинации» был относительно успешным, четвёртое место из 22, проблемы вне поля поставили будущее клуба под сомнение. С помощью команды Лафборо Динамо клуб смог реструктурироваться и сменил название на «Шепшед Динамо». Клуб был принят в полупрофессиональную лигу Мидлендский футбольный альянс в сезоне 1994/95 годах. Свой первый сезон клуб закончил на четвёртом месте.
Сезон 1995/96 годов начался с впечатляющей беспроигрышной серии в 23 игры. Выиграв турнир с отрывом в восемь очков, «Шепшед» был повышен до Первого Мидлендского дивизиона Южной лиги в сезоне 1996/97 годов. Повышение принесло свои трудности, и «Динамо» было вынуждено искать финансовую помощь от Городского совета Чарнвуда, чтобы своё место в Южной лиге. Их первый сезон в Южной лиге привёл к безопасной позиции в середине таблицы. Зато в Кубке Англии «Шепшед» добился больших успехов. Выиграв последовательно у «Стратфорд-Таун», «Сандвелл-Боро», «Солихалл-Боро», «Найперсли Виктория» и «Бромсгроув Роверс», клуб вышел в Первый раунд, где был разгромлен клубом Второго дивизиона «Карлайл Юнайтед» со счётом 0:6.
Реорганизация Южной лиги в начале сезона 1999/2000 годов привела «Шепшед» в Первый западный дивизион. Однако из-за расширения Английской футбольной конференции до трёх дивизионов и последующей реорганизации системы Национальной лиги «Динамо» избежало понижения в должности в региональном дивизионе и оказалось в Первом дивизионе Северной Премьер-лиги в сезона 2004/05 годов, на восьмом уровне пирамиды. Дальнейшая реорганизация нижних лиг в 2007 году привела к тому, что клуб оказался в новом Первом южном дивизионе Северной Премьер-лиги.
Сезон 2010/11 закончился для «Шепшеда» вылетом. Тем не менее, из-за исключения из футбольной конференции клуба «Рашден энд Даймондс» динамовцы спаслись от вылета в Мидлендский футбольный альянс. Но уже в следующем сезоне клуб вылетел в Лигу объединённых графств, девятый, самый низкий уровень английской системы футбольных лиг. После одного сезона в Лигу объединённых графств клуб был переведён в Мидлендский футбольный альянс. В 2014 году Мидлендские футбольный альянс и футбольная комбинация объединились, чтобы сформировать новую футбольную лигу в Мидленде, а «Шепшед» был помещен в премьер-дивизион новой лиги.

## История Лиг
- 1907—1927 — Старшая лига Лестершира
- 1946—1948 — Старшая лига Лестершира (Запад)
- 1948—1954 — Старшая лига Лестершира D2
- 1954—1958 — Старшая лига Лестершира D1
- 1958—1966 — Старшая лига Лестершира D2
- 1966—1970 — Старшая лига Лестершира D1
- 1970—1978 — Старшая лига Лестершира D2
- 1978—1981 — Старшая лига Лестершира D1
- 1981—1982 — Футбольная лига Мидленда
- 1982—1983 — Восточный премьер-дивизион Северных графств (L8)
- 1983—1984 — Южная дивизион Мидлендской лиги (L7)
- 1984—1988 — Премьер-дивизион Южной лиги (L6)
- 1988—1992 — Премьер-дивизион Северной Премьер-лиги (L6)
- 1992—1993 — Первый дивизион Северной Премьер-лиги (L7)
- 1993—1994 — Мидлендский футбольная комбинация (L8)
- 1994—1996 — Мидлендский футбольный альянс (L8)
- 1996—1999 — Первый Мидлендский дивизион Южный лиги (L7)
- 1999—2004 — Первый западный дивизион Южный лиги (L7)
- 2004—2007 — Первый дивизион Северной Премьер-лиги Один (L8)
- 2007—2012 — Первый южный дивизион Северной Премьер-лиги (L8)
- 2012—2013 — Лига объединённых графств (L9)
- 2013—2014 — Мидлендский футбольный альянс (L9)
- 2014—н. в. — Премьер-дивизион Мидлендской футбольной лиги (L9)

## Стадион
Клуб с 1891 года проводит свои игры на стадион «Довекот», расположенном на Butthole Lane на северной стороне города. Данный участок земли, как утверждается в Книге Страшного Суда, с давних пор используется как спортивный объект для деревни. Из-за названия Butthole Lane возможно, что участок ранее использовалась для практики деревенской стрельбы из лука. Стадион по-прежнему принадлежит семье бывшего председателя Charterhouse Мориса Клейтона.

## Цвета
Нынешний первый вариант формы команды состоит из чёрных и белых полос, с чёрными шортами и чёрными носками, а второй составляют жёлтые рубашки, чёрные шорты и жёлтые носки. На гребне клуба есть стилизованная буква «D», унаследованная от команды Лафборо Динамо, которые спасли команду в 1994 году. «Лафборо», в свою очередь, получило название «Динамо» и логотип «D» от московского «Динамо», которое гастролировало по Великобритании в 1945. Раньше в клубном гребне фигурировало изображение голубя на чёрно-белом поле. Во время пребывания Мориса Клейтона на посту президента клуб имел прозвище «The Raiders» в комплекте с гребнем, похожим на американский клуб Los Angeles Raiders, вероятно, вдохновлённое выгодным контрактом Charterhouse Holdings на производство товаров для НФЛ.